# БА-6С
БА-6С (сокращение от «Бронеавтомобиль 6-го типа снежный», в ряде источников обозначается также как «Кегресс снежный») — экспериментальный советский средний бронеавтомобиль межвоенного периода. При создании бронеавтомобиля применялось полугусеничное шасси перспективного грузового автомобиля НАТИ-3 (впоследствии получившего имя ГАЗ-АА «Кегресс») и бронекорпус и башня колёсного бронеавтомобиля БА-3. Однако в связи с отсутствием требуемых шасси работы по проекту так и не вышли из стадии чертежей.

## История
Ещё в ходе Гражданской войны и войны с Польшей 1920—1921 годов Красная Армия с успехом применяла полугусеничные бронеавтомобили «Остин-Кегресс». Хотя производство этих машин началось лишь в 1919 году, сам проект достался большевикам от Российской империи. Машины были выпущены небольшой партией в 12 экземпляров, однако применялись они достаточно активно и показали себя весьма положительно — полугусеничные броневики легко пробирались там, где колёсные машины вязли.
К 1932 году у Красной Армии уже имелись весьма неплохие для своего времени новые колёсные броневики БА-27 и БА-И, однако в парке полугусеничных машин на вооружении по-прежнему стояло несколько «Остин-Кегрессов», уже сильно изношенных. Тем не менее, военные не торопились расставаться со старыми машинами с прекрасной проходимостью. Поэтому когда в том же 1932 году эксперименты советских инженеров с полугусеничными шасси принесли первые результаты, военные заказали Ижорскому заводу, в числе прочего, и полугусеничную боевую машину. Предполагалось создать бронеавтомобиль, подобный БА-И, на переработанном шасси «Форд-АА». В 1932 году работы не продвинулись из-за крайней загруженности завода, и перспективный броневик включили в план на 1934 год. В своём письме от 6 апреля 1932 года помощник начальника УММ РККА Г. Бокис сообщал:

<…>
Заказ № 9003214 — изготовление бронеавтомобиля «Форд-АА» с движителем «Кегресс» на Ижорском заводе, сумма 20000 руб. — работа аннулирована, бронеавтомобиль на шасси Кегресс включен в план 1934 года…
В 1934 году КБ Ижорского завода приступило к разработке полугусеничного бронеавтомобиля. В то же время велась разработка безрамного броневика на базе БА-3, при этом последний получил обозначение БА-5, а полугусеничная машина — БА-6С.
В протоколе технического совещания при КБ Ижорского завода от 19 июля 1934 года по последнему проекту содержится следующая информация:

<…>
ГАЗ-АА «Кегресс» — БА-6С (средний полугусеничный бронеавтомобиль на шасси ГАЗ-АА (снежный)). По договору УММ РККА с Ижорским заводом проект и рабочие чертежи будут готовы к 1 января 1935 г. Для ускорения испытаний в зимних условиях 1934-35 гг. возможно ограничиться выполнением технического проекта и по его утверждении в УММ КБС сможет выпустить детальные чертежи, по которым завод выполнит опытный образец к 15 декабря 1934 г. 
Для реализации этого предложения УММ РККА необходимо передать Ижорскому заводу шасси ГАЗ-АА «Кегресс» и указания об укладке различного имущества, принадлежностей и инструмента на БА-6С.
К этому времени в СССР уже было разработано два образца полугусеничных грузовиков — «Форд-АА Кегресс» и НАТИ-3, вот только ни один, ни другой серийно не производились — имелось лишь несколько опытных экземпляров разной степени технического совершенства. Тем не менее, КБ Ижорского завода всё же приступило к разработке эскизного проекта БА-6С, используя данные корпуса БА-3 и полученные материалы по шасси НАТИ-3, которое было решено использовать в качестве базы бронеавтомобиля. К осени проект был готов, но шасси на заводе так и не материализовалось. В итоге, в 1934 году завод не смог изготовить опытный образец и работы передвинули на 1935 год.
Однако к этому времени КБ Ижорского завода уже разработало новый бронеавтомобиль на шасси ГАЗ-ААА, получивший обозначение БА-6. Во избежание путаницы проект полугусеничной бронемашины именовался в документах, как «„Кегресс“ снежный», однако за отсутствием шасси работы по нему не могли быть возобновлены и постепенно отошли на второй план. В итоге, в отчёте о выполнении заказов АБТУ РККА за 1935 год судьба машины была сформулирована следующим образом: 

Работа снята, так как не решен вопрос о серийном производстве ГАЗ-АА «Кегресс».

## Описание конструкции
О конструкции БА-6С данных практически нет. Вероятнее всего, броневик представлял собой готовый корпус бронеавтомобиля БА-3, скомбинированный с полугусеничным шасси НАТИ-3 с небольшими переделками обеих частей. Таким образом, визуально броневик представлял бы собой БА-3 с двумя качающимися ведущими гусеничными тележками вместо задних ведущих колёс. Рамка каждой гусеничной тележки состояла из штампованных боковин, жёстко связанных опорной ступицей и поперечинами. На концах тележки между боковинами спереди размещалось ведущее колесо, а сзади — направляющее (ленивец). Между ними была балансирно подвешена система из четырёх катков, закрытая кожухом. Использовалась резино-тканевая гусеница. Весь движитель балансирно подвешивался на полуосях заднего моста. Позднее аналогичный движитель применялся в полугусеничных грузовых автомобилях ЗИС-22 и ЗИС-42, а также в опытном полугусеничном лёгком бронеавтомобиле БА-30.
Конфигурация корпуса, бронирование и вооружение целиком и полностью заимствовались у БА-3, а двигатель — у автомобиля ГАЗ-АА.

## Оценка проекта
Поскольку данные о характеристиках БС-6С практически отсутствуют, сложно сказать, насколько удачной в итоге была бы такая машина. Применение полугусеничного движителя дало бы ощутимый выигрыш в проходимости, хотя максимальные динамические показатели, вероятно, снизились бы. Кроме того, подобная машина была бы сложнее в производстве и эксплуатации. В аналогичный период в РККА начали входить в употребление вездеходные гусеничные цепи «Оверолл», надевавшиеся на ведущие мосты средних трёхосных бронеавтомобилей и превращавшие таким образом колёсные машины в полугусеничные.